# Elina Born
Elina Born (Lehtse, 29 juni 1994) is een Estisch zangeres.

## Biografie
Elina Born raakte in 2012 bekend in eigen land door haar deelname aan de vijfde editie van Eesti otsib superstaari. Ze wist door te dringen tot de finale van deze talentenjacht, alwaar ze het moest afleggen tegen Rasmus Rändvee. Amper een paar maanden later nam ze deel aan Eesti Laul 2013, de Estische voorronde van het Eurovisiesongfestival. Met het nummer Enough eindigde ze op de achtste plaats. Twee jaar later nam ze opnieuw deel aan Eesti Laul, ditmaal in een duet met Stig Rästa. Met het nummer Goodbye to yesterday won het duo de nationale finale, waardoor ze samen Estland hebben weten te vertegenwoordigen op het Eurovisiesongfestival 2015 in de Oostenrijkse hoofdstad Wenen. Hier behaalden ze de zevende plaats in de finale.

## Discografie

### Singles
| Single met eventuele hitnotering(en) in de Nederlandse Top 40 | Datum van verschijnen | Datum van binnenkomst | Hoogste positie | Aantal weken | Opmerkingen                                                                         |
| ------------------------------------------------------------- | --------------------- | --------------------- | --------------- | ------------ | ----------------------------------------------------------------------------------- |
| Goodbye to yesterday                                          | 2015                  | -                     |                 |              | met Stig Rästa / Inzending Eurovisiesongfestival 2015 / Nr. 73 in de Single Top 100 |

| Single met hitnotering(en) in de Vlaamse Ultratop 50 | Datum van verschijnen | Datum van binnenkomst | Hoogste positie | Aantal weken | Opmerkingen                                           |
| ---------------------------------------------------- | --------------------- | --------------------- | --------------- | ------------ | ----------------------------------------------------- |
| Goodbye to yesterday                                 | 2015                  | 30-05-2014            | 32              | 2            | met Stig Rästa / Inzending Eurovisiesongfestival 2015 |

1994: Silvi Vrait · 
1996: Ivo Linna & Maarja-Liis Ilus · 
1997: Maarja-Liis Ilus · 
1998: Koit Toome · 
1999: Evelin Samuel & Camille · 
2000: Ines · 
2001: Tanel Padar, Dave Benton & 2XL · 
2002: Sahlene · 
2003: Ruffus · 
2004: Neiokõsõ · 
2005: Suntribe · 
2006: Sandra Oxenryd · 
2007: Gerli Padar · 
2008: Kreisiraadio · 
2009: Urban Symphony · 
2010: Malcolm Lincoln · 
2011: Getter Jaani · 
2012: Ott Lepland · 
2013: Birgit Õigemeel · 
2014: Tanja · 
2015: Elina Born & Stig Rästa · 
2016: Jüri Pootsmann · 
2017: Koit Toome & Laura · 
2018: Elina Netsjajeva · 
2019: Victor Crone · 
2021: Uku Suviste · 
2022: Stefan · 
2023: Alika · 
2024: 5miinust & Puuluup · 
2025: Tommy Cash